# هنري غراهام
هنري غراهام (31 مايو 1914 - 6 مارس 1982)  (بالإنجليزية: Henry Graham)‏ هو لاعب كريكت بريطاني (وحمل سابقاً جنسية المملكة المتحدة لبريطانيا العظمى وأيرلندا).